# Luminescentna bojila
Luminescentna bojila su neki luminescentni materijali mogu istodobno djelovati i kao bojila ili pigmenti, i kao luminescentni izvor zračenja. Bojilo i pigment proizvodi kolor učinak selektivnom refleksijom (odbijanjem) upadnog zračenja. Takvi luminescentni materijali mogu na primjer selektivno reflektirati crveno svjetlo, a s luminescentnim djelovanjem pretvaraju energiju apsorbiranog modrog i zelenog svjetla u dodatno crveno svjetlo. Takve luminescentne boje upotrebljavaju se za dobivanje vidljivog kolor učinka u reklamama i oznakama. 
Neka specijalna luminescentna bojila propuštaju svjetlo, a apsorbiraju ultraljubičasto zračenje koje pretvaraju u modro ili modrobjeličasto svjetlo. Takva se bojila stavljaju u prašak za pranje, pa oprani predmeti imaju pojačani sjaj na Sunčevu svjetlu. 
Pod utjecajem ultraljubičastog zračenja luminescentne tvari daju učinke koji se primjenjuju u dekoraciji, scenografiji i pri čitanju nevidljivih luminescentnih oznaka na rublju u čistionicama. Prirodni zubi luminesciraju blijedomodro pod utjecajem ultraljubičastog zračenja.

## Svjetleći pigmenti
Među pigmente sa specijalnim svojstvima ubrajaju se i svjetleći (luminescentni) pigmenti, dakle tvari pigmentnih svojstava koje mogu emitirati vidljivo zračenje kao posljedicu nekog netermalnog procesa (bez topline). Obično se pod tim misli na fotoluminescenciju, to jest na pojavu fluorescencije i fosforescencije pobuđene svjetlom, ali su danas veoma tehnički važni i ostali tipovi luminescencije. Luminescentni pigmenti, kao dio mnoštva različitih tehnički upotrebljivih luminescentnih tvari, nalaze široku primjenu u dekorativnom bojenju (lakovi i boje za naliče, za bojenje polimernih materijala, papira, kao tiskarske boje), za označivanje i orijentaciju u zamračenim prostorijama, na sigurnosnim uređajima, zatim kao svjetleće tvari na zaslonim različitih mjernih i kontrolnih aparata, televizora i slično. Najviše se od luminescentnih pigmenata upotrebljavaju pigmenti temeljeni na cinkovom sulfidu. Obično se radi o čistom cinkovom sulfidu ili o njegovoj smjesi sa sulfidima drugih elemenata (najčešće s kadmijem). Uz to je potrebna i vrlo mala količina aktivatora (maseni udjel od 0,003 do 1%), što je obično srebro, bakar ili mangan. Cinkov sulfid luminescentnih svojstava razlikuje se od bijelog pokrivnog cinkovog sulfida po grubosti svojih čestica i po boji koja dosta odstupa od čistog bijelog tona. Već prema vrsti metala kao aktivatora, cinkov sulfid može fluorescirati u vrlo različitim bojama. Posebnom obradom može se, također u različitim bojama, postići fosforescencija, koja ponekad može trajati i do 12 sati.

## Luminiscencija
Luminiscencija (engl. luminescence: svijetljenje, svjetlucanje) je emisija elektromagnetskoga zračenja (pretežito svjetlosti, ali i ultraljubičastog i infracrvenoga zračenja) koje nije pobuđeno toplinskim (termičkim) procesom i povišenom temperaturom tvari, nego je posljedica primanja energije u nekom drugom obliku. Po tome se razlikuje više oblika luminiscencije: bioluminiscencija, elektroluminiscencija, radioluminiscencija (posljedica djelovanja ionizirajućega zračenja), triboluminiscencija (nastaje prilikom lomljenja nekih kristala), luminiscencija trenja, kemijska luminiscencija ili kemiluminiscencija (nastaje u vezi s kemijskim promjenama u nekim tvarima), kristaloluminiscencija (nastupa kod kristalizacije nekih tvari), termoluminiscencija (nastaje zagrijavanjem nekih tvari, ali samo ako su prije toga bile izložene nekomu zračenju, na primjer ionizirajućemu zračenju), fotoluminiscencija (posljedica obasjavanja određenih tvari svjetlošću svih valnih duljina). Tvar luminiscira kada se primanjem energije jednim od navedenih načina elektroni u atomu prvo pobude u više energetsko stanje, a zatim se emisijom dijela ili ukupne primljene energije u obliku zračenja vraćaju u osnovno stanje. Ako se luminiscencija pojavljuje za vrijeme trajanja pobude ili najviše 10–8 sekundi nakon toga, riječ je o fluorescenciji, a opaža li se luminiscencija i pošto pobuda prestane, govori se o fosforescenciji.  